# 페리카나
페리카나(Pelicana)는 가금류 가공 및 저장 처리업종의 기업인 ㈜페리카나(Pelicana Co.)가 만든 치킨 브랜드이자 회사명이다.

## 양념치킨
페리카나는 고추장이 들어간 양념치킨을 만든 기업이다. 창업주인 양희권이 윤종계에게 비법을 전수받아 사업을 시작하였다고 하였는데 이는 잘못 알려진 사실이다. 양희권은 직접 양념치킨을 만들었으며, 대구가 아니라 대전에서 체인 사업을 시작하였다고 한다. 또한 일부에서는 양념치킨에 대한 대법원 판결도 있다. 하지만 이것은 양념치킨 원조에 대한 판결이 아니라 상표권 사용에 대한 내용으로 양념치킨 특허에 대한 내용이 아니다. 1982년 대전광역시 가장동에 페리카나 상사를 설립한 그는 1년만에 500여개의 가맹점을 오픈시켰으며, 1984년 특허청에 페리카나 상표를 등록하였다.
고추장, 마늘, 양파 등을 넣어 만든 소스를 기존 프라이드 치킨에 입힌 것으로 대중에 큰 인기를 끌게 되었다.

## 연혁
- 1981년 3월 20일: 페리카나 가맹사업 시작[4]
- 1982년 4월 27일: 대전시 가장동에 페리카나상사 설립
- 1984년 11월 3일: 페리카나 상표 등록
- 1985년 1월 10일: 대전 제1공장 준공 (대전 가수원동)
- 1985년 6월 10일: 대구 대명동에 체인사업본부 설립
- 1985년 10월 25일: 주식회사 부토 법인 등록
- 1989년 4월 2일: 서울본사 설립
- 1990년 1월 15일: 체인사업본부를 대구 신암동으로 확장 이전
- 1990년 4월 24일: 대전 제2공장 준공 (충청남도 논산시 두마면)
- 1990년 7월 26일: 주식회사 픽스 설립
- 1990년 10월 30일: 서울본사 사옥 준공 (서울특별시 강동구 둔촌동)
- 1990년 11월 10일: 싸이판 본점 개설 (찰랑카나)
- 1992년 2월 1일: 미국법인 PELICANA U.S.A.INC 설립 (미국 로스엔젤레스)
- 1992년 3월 1일: 체인사업본부를 서울로 이전
- 1992년 10월 18일: 페리카나 치킨 탄생 10주년
- 1994년 8월 10일: 중국 무역유한공사 설립 (중국 상하이)
- 1995년 11월 10일: 체인사업본부와 본사를 통합 (대전 가수원동)
- 1996년 8월 27일: 페리카나 영농법인 설립 (충청남도 예산군)
- 2000년 1월 14일: 직영 도계장 준공 (충청남도 보령시)
- 2002년 3월 3일: 소스제조공장을 충청남도 계룡시 두마면으로 확장 이전
- 2002년 10월 18일: 페리카나 치킨 탄생 20주년
- 2007년 4월 27일: 체인본부 확장 이전 (충청남도 계룡시 두마면)
- 2010년 5월 24일: 공식 블로그 운영
- 2011년 5월 1일: 공식 트위터 운영
- 2011년 8월 1일: 페리카나 CI 교체 및 엠블럼 제작
- 2012년 5월 29일: 동남아시아 및 오세아니아 지역 진출
- 2012년 10월 18일: 페리카나 치킨 탄생 30주년
- 2012년 8월 24일: 공식 페이스북 운영
- 2017년 10월 2일: 2017지상군 페스티벌 계룡군문화축제 대푸드존에 페리카나 참여
- 2022년 10월 18일: 페리카나 치킨 탄생 40주년

## 지사
| 매장명 | 위치                          | 설립일           |
| ------ | ----------------------------- | ---------------- |
| 원주   | 강원특별자치도 원주시 관설동  | 1984년 11월 3일  |
| 대구   | 대구광역시 동성로             | 1985년 5월 20일  |
| 대전   | 대전광역시 월평동             | 1985년 7월 15일  |
| 광주   | 광주광역시 중흥동             | 1985년 11월 4일  |
| 제주   | 제주특별자치도 제주시 도남동  | 1986년 11월 6일  |
| 부천   | 경기도 부천시 원미구 심곡동   | 1987년 7월 10일  |
| 부산   | 부산광역시 연제구 거제동      | 1987년 11월 30일 |
| 영주   | 경상북도 영주시               | 1988년 3월 27일  |
| 서울   | 서울특별시 성내동             | 1989년 4월 2일   |
| 인천   | 인천광역시 남동구 구월동      | 1989년 9월 1일   |
| 성남   | 경기도 성남시 중원구 하대원동 | 1990년 8월 1일   |
| 수원   | 경기도 화성시                 | 1991년 9월 1일   |
| 충청   | 대전광역시 서구 가수원동      | 1998년 8월 1일   |
| 전북   | 전북특별자치도 익산시         | 2000년 7월 1일   |

## 자회사
- 주식회사 부토: 골프업

## 본점 및 지점 현황
- 본점: 충청남도 계룡시 두마면 왕대로 77
- 기흥지점: 경기도 용인시 기흥구 기흥단지로24번길 9 (고매동)

## 같이 보기
- 양념치킨
- 치킨